# Клузо
Клузо (фр. Clouzeaux) насеље је и општина у западној Француској у региону Лоара, у департману Вандеја која припада префектури Ла Рош сир Јон.
По подацима из 2011. године у општини је живело 2566 становника, а густина насељености је износила 96,87 становника/km². Општина се простире на површини од 26,49 km². Налази се на средњој надморској висини од 68 метара (максималној 77 m, а минималној 37 m).

## Демографија
| 1962. | 1968. | 1975. | 1982. | 1990. | 1999. | 2011. |
| ----- | ----- | ----- | ----- | ----- | ----- | ----- |
| 988   | 1.038 | 1.630 | 1.848 | 1.960 | 2.107 | 2.566 |

График промене броја становника у току последњих година